# Аббасабад-е Нар-Багі
Аббасабад-е Нар-Багі (перс. عباس ابادنارباغي) — село в Ірані, у дегестані Таразнагід, у Центральному бахші, шагрестані Саве остану Марказі. За даними перепису 2006 року, його населення становило 0 осіб.

## Клімат
Середня річна температура становить 17,72 °C, середня максимальна – 36,48 °C, а середня мінімальна – -3,62 °C. Середня річна кількість опадів – 232 мм.
| Клімат поселення                              | Клімат поселення | Клімат поселення | Клімат поселення | Клімат поселення | Клімат поселення | Клімат поселення | Клімат поселення | Клімат поселення | Клімат поселення | Клімат поселення | Клімат поселення | Клімат поселення | Клімат поселення |
| Показник                                      | Січ.             | Лют.             | Бер.             | Квіт.            | Трав.            | Черв.            | Лип.             | Серп.            | Вер.             | Жовт.            | Лист.            | Груд.            |                  |
| Середній максимум, °C                         | 12,49            | 14,65            | 18,64            | 25,43            | 30,47            | 35,53            | 36,48            | 35,87            | 32,02            | 25,10            | 18,18            | 12,65            |                  |
| Середня температура, °C                       | 4,44             | 6,59             | 10,58            | 17,38            | 22,42            | 27,47            | 30,39            | 29,78            | 25,91            | 18,99            | 12,08            | 6,54             |                  |
| Середній мінімум, °C                          | −3,62            | −1,46            | 2,52             | 9,32             | 14,37            | 19,41            | 24,30            | 23,68            | 19,81            | 12,91            | 5,98             | 0,46             |                  |
| Норма опадів, мм                              | 35               | 34               | 41               | 27               | 19               | 3                | 1                | 1                | 1                | 14               | 23               | 33               |                  |
| Середньомісячна швидкість вітру, м/с          | 1.61             | 2.14             | 2.66             | 3.10             | 2.92             | 2.83             | 2.92             | 2.80             | 2.40             | 2.10             | 1.76             | 1.66             |                  |
| Середньомісячна сонячна радіація, кДж/м²·день | 9442             | 12145            | 14643            | 18239            | 22181            | 26208            | 25738            | 23589            | 20066            | 14906            | 11031            | 8972             |                  |
| --------------------------------------------- | ---------------- | ---------------- | ---------------- | ---------------- | ---------------- | ---------------- | ---------------- | ---------------- | ---------------- | ---------------- | ---------------- | ---------------- | ---------------- |
| Джерело:                                      |                  |                  |                  |                  |                  |                  |                  |                  |                  |                  |                  |                  |                  |